# Ruta oreojasme
Ruta oreojasme — вид квіткових рослин родини Рутові (Rutaceae), ендемік Канарських островів (Гран-Канарія).

## Опис
Це невеликий кущ із перистим листям блакитно-сірувато-зеленого кольору та цілими тупокінцевими листовими фрагментами. Етимологія: дав.-гр. ὄρος (родовий ὄρεος) — «гірський»; назва стосується середовища проживання рослини; дав.-гр. ἰάσμη (iásmē) — «жасміновий», назва стосується пронизливого аромату рослини.

## Поширення
Ендемік Канарських островів (Гран-Канарія)